# Pillager
La ville américaine de Pillager est située dans le comté de Cass, dans l’État du Minnesota. Lors du recensement de 2010, sa population s’élevait à 469 habitants.

## Histoire
La ville tient son nom de la tribu ojibwée des Pillagers.

## Démographie
| Groupe            | Pillager | Minnesota | États-Unis |
| ----------------- | -------- | --------- | ---------- |
| Blancs            | 96,8     | 85,3      | 72,4       |
| Amérindiens       | 1,3      | 1,1       | 0,9        |
| Métis             | 1,1      | 2,4       | 2,9        |
| Autres            | 0,4      | 6,0       | 11,2       |
| Océaniens         | 0,2      | 0,1       | 0,2        |
| Afro-Américains   | 0,2      | 5,2       | 12,4       |
| Total             | 100      | 100       | 100        |
|                   |          |           |            |
| Latino-Américains | 1,3      | 4,7       | 16,7       |

Selon l'American Community Survey, pour la période 2011-2015, 98,02 % de la population âgée de plus de 5 ans déclare parler anglais à la maison, alors que 1,18 % déclare parler une autre langue.

## Source
- (en) Cet article est partiellement ou en totalité issu de l’article de Wikipédia en anglais intitulé « Pillager, Minnesota » (voir la liste des auteurs).

1. ↑  (en) Warren Upham, Minnesota Geographic Names: Their Origin and Historic Significance, Minnesota Historical Society, 1920, p. 91.
2. ↑  (en) « Pillager, MN Population - Census 2010 and 2000 », sur censusviewer.com.
3. ↑  (en) « Population of Minnesota - Census 2010 and 2000 », sur censusviewer.com.
4. ↑  (en) « Language spoken at home by ability to speak english for the population 5 years and over », sur factfinder.census.gov.